# Blanche, un amore proibito
Blanche, un amore proibito (Blanche) è un film del 1971 diretto da Walerian Borowczyk. L'edizione italiana entrò in circolazione solo dieci anni più tardi.

## Trama
Francia, XIII secolo. Blanche è la moglie, giovane e bella, dell'anziano conte di Harcourt, la quale a dispetto della sua reputata virtù ha una relazione segreta col figliastro Nicolas, nato da un precedente matrimonio del marito. 
Un giorno giunge in visita al castello il re di Francia col suo seguito, nel quale si distingue l'elegante paggio Bartolomeo, che presto si mette a ricoprire Blanche di galanterie, alle quali cerca di sottrarsi. La notte il re, irretito dai racconti del paggio, si alza per andare a far visita alla castellana mettendosi il mantello di Bartolomeo, ma viene ferito a una mano da Nicolas che lo scambia per quest'ultimo, e batte in ritirata. Per salvare l'incognito del re, Bartolomeo si procura allora lo stesso taglio con la sua spada.
L'indomani mattina il fatto si è risaputo; Blanche si rivolge direttamente al re lamentandosi delle eccessive attenzioni di Bartolomeo, ma si trova a subire un tentativo di seduzione da parte dello stesso sovrano, che finisce coll'accogliere la preghiera – proveniente anche dal conte – di mandar via Bartolomeo: spedisce allora il suo paggio con un messaggio ad una guarnigione vicina. Bartolomeo è fermato sulla strada da Nicolas, che lo sfida a duello ma ha la peggio. Il paggio non infierisce, ma gli fa capire di essere a conoscenza della tresca tra Nicolas e Blanche e invita l'altro giovane a venire con lui a corte, per porre fine al pericoloso gioco. Legge poi il messaggio – dato che nella colluttazione il suo contenitore si è rotto – e scopre che il re vuole impadronirsi con la forza del castello di Harcourt, portar via Blanche e imprigionare lui. Eludendo le difese degli armigeri del conte, Bartolomeo torna allora al castello, nel quale è rientrato anche Nicolas per congedarsi da Blanche; questi ha un mancamento mentre è nella camera della donna, dove si è intrufolato anche Bartolomeo. Blanche chiede aiuto; il conte, che ormai ha più di un sospetto sulla fedeltà della moglie, l'accusa di avere stregato Nicolas. Quando questi rinviene e cerca di sostenere l'onestà della matrigna, suo padre accusa anche Nicolas di essersi coalizzato con gli altri contro di lui, e insinua che Blanche nasconda Bartolomeo nell'alcova della sua camera. Blanche, che non sa che l'uomo si trova veramente lì, giura che non è vero; allora il conte fa murare la nicchia dell'alcova perché vi venga appoggiato l'altare della cappella a cui intende adibire la camera, mentre Blanche è inviata nelle prigioni perché faccia penitenza. Qui, Nicolas l'accusa di amare Bartolomeo più di lui.
Nei giorni successivi, i monaci che pregano nella cappella sentono dei lamenti provenire da oltre il muro; il re ordina che il muro sia abbattuto e vi ritrova il suo paggio in fin di vita. Il conte, al quale le apparenze sembrano dar ragione nel sostenere l'infedeltà della moglie, vorrebbe punire Bartolomeo, che una volta ripresosi chiede di difendere in duello l'onore di Blanche. Nicolas prende la parti di suo padre; viene colpito alla testa dall'ascia del paggio e muore.
Il re decide di andarsene, ma il conte gli chiede di lasciare il paggio presso di lui ancora per un giorno, perché ha un conto in sospeso. Blanche assume del veleno, e Bartolomeo le confida che Nicolas si è lasciato uccidere perché l'amava; la donna viene meno sulla bara del figliastro. Bartolomeo mette il conte di fronte alle sue responsabilità per quanto accaduto e fa per andarsene, ma viene preso dagli armigeri che lo fanno trascinare da un cavallo lanciato al galoppo per straziarne il corpo. Il conte aspetta con rassegnazione il ritorno del re e, al suo arrivo, si trafigge con un pugnale.

## Produzione
Liberamente ispirato all'opera teatrale Mazepa di Juliusz Słowacki. Qui il protagonista è il paggio Bartolomeo. Patrice Leconte è tra gli assistenti alla regia.